# Teoría de la estabilidad hegemónica

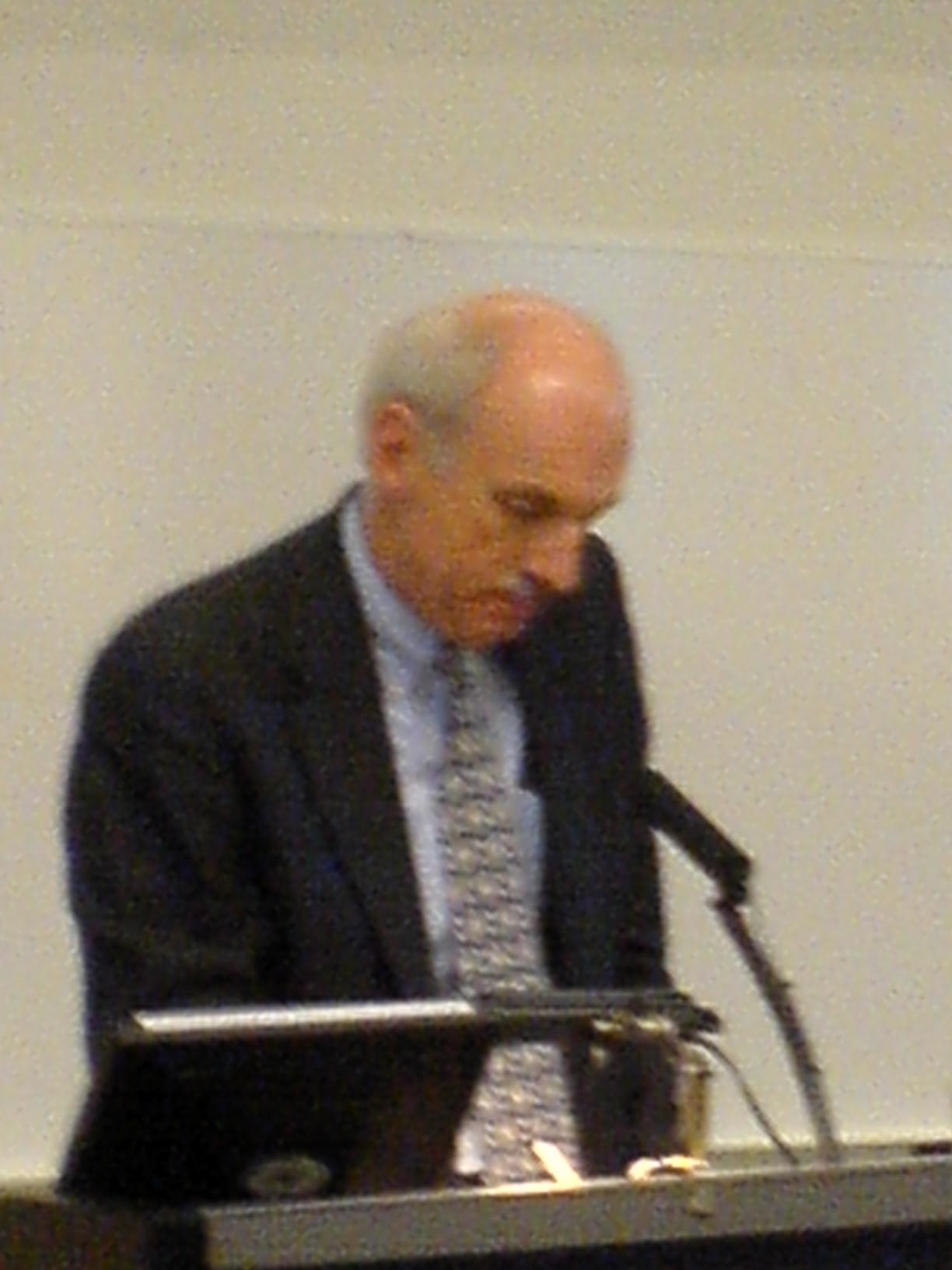
Robert Owen Keohane, un académico estadounidense, Profesor de Ciencias Políticas en la Escuela Woodrow Wilson de la Universidad de Princeton. (Foto de la Universidad de Lund, 2007)

La teoría de la estabilidad hegemónica (TEH) es una teoría de relaciones internacionales. Basada en la investigación de disciplinas como la sociología, las ciencias políticas, la economía y la historia, la TEH postula que el sistema internacional es más propenso a permanecer estable cuando una nación-estado es la potencia predominante del mundo (o hegemón). Entonces, la caída de un hegemón disminuye la estabilidad del sistema internacional. Cuando un hegemón ejerce liderazgo, ya sea a través de la diplomacia, la coerción o la persuasión, está efectivamente desplegando su "poder de preponderancia". Esto se denomina hegemonía, que se refiere a la habilidad de un estado para "fácilmente dominar las reglas y arreglos ... [de las] relaciones políticas y económicas internacionales".
Charles Kindleberger es uno de los académicos más estrechamente vinculados con el THS; comentaristas como Benjamin Cohen lo consideran el fundador y defensor más influyente de la teoría. En su libro de 1973, La crisis económica 1929-1939, Kindleberger argumentó que el caos económico entre la Primera y la Segunda Guerra Mundial que condujo a la Gran Depresión se debió en parte a la falta de un líder mundial con una economía dominante. Sin embargo, el razonamiento de Kindleberger abarcaba más que la economía: la idea central del THS sugiere que la estabilidad del sistema global, en términos de política, derecho internacional, etc., depende de que la potencia hegemónica desarrolle e imponga las reglas de dicho sistema. Otras figuras clave en el desarrollo de la teoría de la estabilidad hegemónica incluyen a Robert Gilpin y Stephen Krasner.
En su obra principal, Gilpin teoriza la historia mundial como ciclos imperiales hasta finales de la Edad Moderna y la sucesión de hegemonías en dicha época, cuando primero Gran Bretaña y después Estados Unidos estabilizaron el sistema internacional. Gilpin se opone al equilibrio y a la teoría del equilibrio de poder. Sostiene que el sistema tiende naturalmente hacia el equilibrio. De una guerra global o "guerra hegemónica" surge una nueva potencia hegemónica que crea y mantiene el nuevo orden mundial con su propio conjunto de preferencias. Esto se logra en parte mediante la provisión de bienes públicos. En el caso de la hegemonía de Estados Unidos después de 1945, se intentó establecer una moneda estable mediante el Fondo Monetario Internacional, el sistema de Bretton Woods, el establecimiento del Banco Mundial, alianzas de seguridad (como la OTAN) y la democratización. 
La investigación en hegemonía puede dividirse en dos escuelas de pensamiento: la escuela realista y la escuela sistémica. Cada escuela puede subdividirse aún más. Dos teorías dominantes emergieron de cada escuela. La teoría de la estabilidad hegemónica (ideada por Robert Keohane) se une a la teoría de la transición de poder (de A. F. K. Organski) como los dos enfoques principales de la escuela realista. La teoría del ciclo largo, ideada por George Modelski, y la teoría de los sistemas mundiales, creada por Immanuel Wallerstein, emergieron como los dos enfoques dominantes de la escuela sistémica.